# Nazaré do Piauí
Nazaré do Piauí is een gemeente in de Braziliaanse deelstaat Piauí. De gemeente telt 7.070 inwoners (schatting 2009).
De gemeente grenst aan Francisco Ayres, Cajazeiras do Piauí, Oeiras, São Francisco do Piauí ;~São José do Peixe, Floriano (Piauí) en Floriano (Piauí).